# Juan Castillo Andrade
Juan Camilo Castillo Andrade (Tumaco, Colombia; 3 de octubre de 2002) es un futbolista colombiano. Juega de defensa y su equipo actual es el FC Pari Nizhniy Novgorod de la Liga Premier de Rusia.

## Trayectoria
Nacido en Tumaco, Castillo comenzó su carrera en las inferiores del Millonarios.
El 13 de abril de 2021 fichó en el New York Red Bulls II de la USL Championship. Disputó 49 encuentros en sus dos años en el club, donde además estuvo en la banca con el primer equipo.
El 24 de enero de 2023, Castillo firmó contrato por el Philadelphia Union II de la MLS Next Pro.
De cara a la temporada 2024, regresó a Colombia y fichó en el Fortaleza CEIF.

## Selección nacional
Fue seleccionado juvenil por Colombia.

## Estadísticas
Actualizado al último partido disputado el 15 de mayo de 2023.
| Club                                 | Div.          | Temporada     | Liga  | Liga  | Copas nacionales | Copas nacionales | Copas internacionales | Copas internacionales | Total | Total |
| Club                                 | Div.          | Temporada     | Part. | Goles | Part.            | Goles            | Part.                 | Goles                 | Part. | Goles |
| ------------------------------------ | ------------- | ------------- | ----- | ----- | ---------------- | ---------------- | --------------------- | --------------------- | ----- | ----- |
| New York RB II Estados Unidos        | 2.ª           | 2021          | 29    | 0     | —                | —                | —                     | —                     | 29    | 0     |
| New York RB II Estados Unidos        | 2.ª           | 2022          | 17    | 0     | —                | —                | —                     | —                     | 17    | 0     |
| New York RB II Estados Unidos        | Total club    | Total club    | 46    | 0     | 0                | 0                | 0                     | 0                     | 46    | 0     |
| Philadelphia Union II Estados Unidos | 3.ª           | 2023          | 7     | 0     | —                | —                | —                     | —                     | 7     | 0     |
| Philadelphia Union II Estados Unidos | Total club    | Total club    | 7     | 0     | 0                | 0                | 0                     | 0                     | 7     | 0     |
| Total carrera                        | Total carrera | Total carrera | 53    | 0     | 0                | 0                | 0                     | 0                     | 53    | 0     |